# Merial

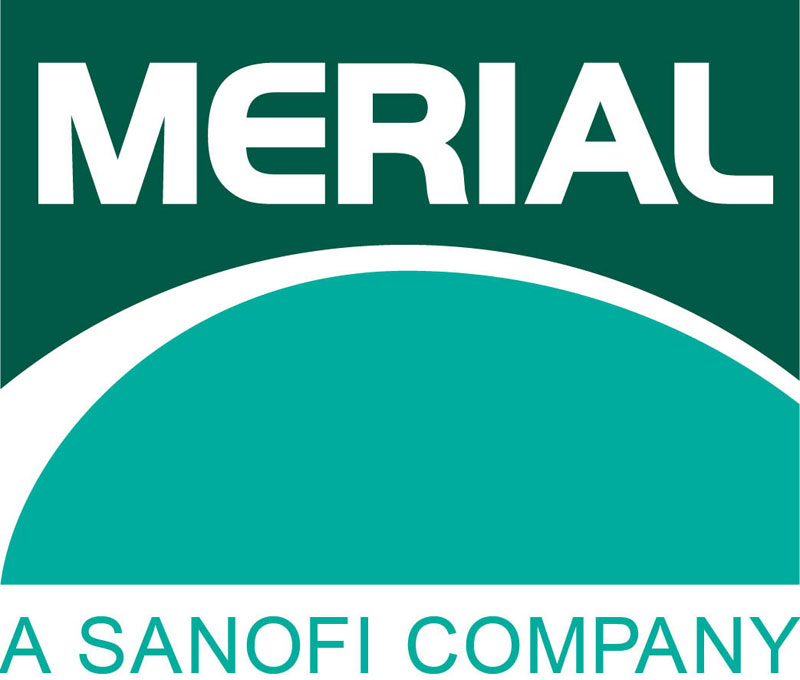

A Merial é uma empresa líder mundial em saúde animal.

## Visão geral
Em agosto de 1997, a Merial começou como uma joint venture entre as subsidiárias de saúde animal da Merck & Co. (MSD AgVet) e Sanofi-Aventis (Rhône-Mérieux). A Merial tornou-se a divisão de saúde animal da Sanofi, quando a Sanofi comprou a participação de 50% da Merck na joint venture. Em 30 de dezembro de 2016, a Boehringer Ingelheim concluiu uma troca de seus negócios de balcão para os negócios de sanidade animal da Sanofi. A Merial agora é de propriedade da Boehringer Ingelheim e combinada com seu negócio de saúde animal, a Boehringer Ingelheim Vetmedica, para formar a Boehringer Ingelheim Animal Health.
A Merial produz muitos produtos e vacinas para animais domésticos, animais de fazenda e animais selvagens. A Merial tem cerca de 6.900 funcionários e está presente em mais de 150 países do mundo. Suas vendas em 2015 foram de cerca de € 2,5 bilhões.
Em janeiro de 2017, a Merial foi adquirida pela Boehringer Ingelheim.